# بوبي دافيسون
بوبي دافيسون (بالإنجليزية: Bobby Davison)‏ (17 يوليو 1959 في المملكة المتحدة - ) هو مدرب كرة قدم ولاعب كرة قدم بريطاني في مركز الهجوم. لعب مع ديربي كاونتي وشيفيلد يونايتد وليدز يونايتد وليستر سيتي ونادي روذرهام يونايتد وهال سيتي وهدرسفيلد تاون ونادي هاليفاكس تاون.

## وصلات خارجية
- بوبي دافيسون على موقع قاعدة بيانات كرة القدم.إي يو (الإنجليزية)
- بوبي دافيسون على موقع Soccerbase.com (لاعب) (الإنجليزية)
- بوبي دافيسون على موقع عالم كرة القدم.نت (الإنجليزية)